# Рахитоподобные заболевания
Рахитоподо́бные заболева́ния — генетически обусловленные и приобретённые состояния, сопровождающиеся изменениями костной ткани, фенотипически аналогичными витамин D-дефицитному рахиту.
К рахитоподобным заболеваниям относят формы витамин D-зависимого (псевдодефицитного) рахита и формы витамин D-резистентного рахита. Большинство рахитоподобных заболеваний являются наследственными тубулопатиями.
Формы рахитоподобных заболеваний:
- гипофосфатемический рахит;
- дефицит 1α-гидроксилазы;
- врождённый витамин D-резистентный рахит;
- почечный тубулярный ацидоз;
- псевдогипопаратиреоз;
- Синдром де Тони — Дебре — Фанкони;
- врождённая гипофосфатазия;
- другие редкие синдромы (цистиноз, ARS-синдром, лизинурическая белковая непереносимость, синдром врождённого линейного сального невуса, билиарная атрезия, несовершенный остеогенез, синдром Лоу, тирозинемия, синдром Фанкони-Бикель, митохондриальные заболевания, дефект 25-гидроксилазы, HDR-синдром, синдром Дента.